# Martha Araújo
Martha Valeria Araújo Sinisterra (née le 12 mai 1996) est une athlète colombienne, spécialiste de l'heptathlon. En 2024 elle détient le record d'Amérique du Sud.

## Biographie
En 2022 elle remporte les Championnats ibéro-américains avec un nouveau record de la compétition de 5 951 pts.
En 2023 elle devient championne d'Amérique du Sud à São Paulo, succédant à sa compatriote Evelis Aguilar.
En 2024 elle termine 7e des Jeux olympiques de Paris, battant le record d'Amérique du Sud d'Evelis Aguilar.

## Palmarès
| Date | Compétition                              | Lieu         | Résultat | Performance |
| ---- | ---------------------------------------- | ------------ | -------- | ----------- |
| 2018 | Jeux sud-américains                      | Cochabamba   | 2e       | 5 719 pts   |
| 2019 | Championnats d'Amérique du Sud           | Lima         | 3e       | 5 708 pts   |
| 2019 | Jeux panaméricains                       | Lima         | 3e       | 5 925 pts   |
| 2021 | Championnats d'Amérique du Sud           | Guayaquil    | 2e       | 5 866 pts   |
| 2022 | Championnats ibéro-américains            | La Nucia     | 1re      | 5 951 pts   |
| 2022 | Jeux sud-américains                      | Asuncion     | 1re      | 6 112 pts   |
| 2023 | Jeux d'Amérique centrale et des Caraïbes | San Salvador | 2e       | 5 960 pts   |
| 2023 | Championnats d'Amérique du Sud           | São Paulo    | 1re      | 5 785 pts   |
| 2024 | Championnats ibéro-américains            | Cuiabá       | 1re      | 6 274 pts   |
| 2024 | Jeux olympiques                          | Paris        | 7e       | 6 386 pts   |

## Records
| Épreuve           | Performance    | Lieu        | Date            |
| ----------------- | -------------- | ----------- | --------------- |
| 100 mètres haies  | 12 s 91        | Cuiaba      | 11 mai 2024     |
| Saut en hauteur   | 1,73 m         | Cali        | 28 juin 2024    |
| Lancer du poids   | 14,15 m        | Saint-Denis | 8 août 2024     |
| 200 mètres        | 24 s 14        | Bogota      | 20 avril 2024   |
| Saut en longueur  | 6,61 m         | Saint-Denis | 9 août 2024     |
| Lancer du javelot | 54,22 m        | Asuncion    | 15 octobre 2022 |
| 800 m             | 2 min 17 s 55  | Saint-Denis | 9 août 2024     |
| Heptathlon        | 6 386 pts (AR) | Saint-Denis | 9 août 2024     |